# Хайнрих I фон Франкенщайн
Хайнрих I фон Франкенщайн (на немски: Heinrich I von Frankenstein; * пр. 1248; † сл. 22 декември 1295) е господар на Франкенщайн в Оденвалд.
Той е син на Лудвиг III фон Франкенщайн († сл. 1265) и брат на Агнес фон Франкенщайн († 1272), омъжена пр. 24 април 1267 г. за граф Фридрих фон Щолберг-Фокщет († 1275/1282).
Потомък е на граф Лудвиг I фон Ленгсфелд-Франкенщайн († сл. 1164) и фон Цимерн, син на Попо II фон Хенеберг-Вазунген († 1118) и Беатрикс фон Глайхен († 1120), дъщеря на граф Ервин I фон Глайхен (1040 – 1116) и Хелинбург фон Лора (1080 – 1133).

## Фамилия
Хайнрих I фон Франкенщайн се жени за Лукардис фон Щернберг († сл. 1 февруари 1312), дъщеря на Алберт фон Щернберг († 1253/1255) и Мехтилд фон Тримберг († сл. 1297). Те имат децата:
- дете († сл. 1257)
- Хайнрих II фон Франкенщайн († сл. 1297), женен I. за неизвестна, II. пр. 5 януари 1297 г. за Юта
- Хайнрих III фон Франкенщайн († 26 април 1326/25 март 1327), женен I. сл. 11 април 1291 г. за ландграфиня Елизабет Тюрингска (* пр. 1270, † сл. 23 април 1326), дъщеря на ландграф Албрехт II фон Тюрингия и Майсен, II.(пр. 1295) за Елизабет фон Залца († сл. 26 април 1326)
- Лудвиг IV фон Франкенщайн († сл. 29 септември 1344), женен за графиня Аделхайд фон Диц-Вайлнау († сл. 1335), дъщеря на граф Хайнрих IV фон Диц-Вайлнау († сл. 1281) и Луитгарт фон Тримберг († 1297)
- Еуфемия († сл. 11 декември 1292), омъжена за Теодор фон Лайзниг
- Кунигунда († пр. 1301), омъжена за (Хайнрих) Гюнтер фон Залца
- Елизабет? († пр. 17 декември 1330?), омъжена за Албрехт от Тюрингия († 1305)
- ? Йохана († сл. 1 юли 1311)